# 乙硫醇钠
乙硫醇钠是乙硫醇的钠盐，化学式为C2H5SNa。它可由乙硫醇和甲醇钠的甲醇溶液反应得到。它和二甲基碘化金反应，可以得到乙硫醇二甲基金二聚体。它和氯化铟在甲醇中反应，可以得到Na[In(SC2H5)4]。它和5-氟-2-溴吡啶在DMF中加热反应，可以得到5-乙硫基-2-溴吡啶。